# Beate Koch
Beate Koch, född den 18 augusti 1967 i Jena i Östtyskland, är en före detta friidrottare som tävlade i spjutkastning.
Hennes främsta merit är hennes bronsmedalj vid Olympiska sommarspelen 1988 i Seoul efter ett kast på 67,30 meter.